# 米歇尔·佩舍
米歇尔·佩舍（法語：Michel Pécheux，1911年5月24日—1985年8月29日），生于圣布里厄，法国男子击剑运动员。他曾获得1948年夏季奥运会男子重剑团体金牌和1936年夏季奥运会男子重剑团体铜牌。他于1985年在塞纳河畔讷伊去世。